# Efa
Az efa (Echis) a hüllők (Reptilia) osztályának pikkelyes hüllők (Squamata) rendjébe, ezen belül a viperafélék (Viperidae) családjába tartozó nem.
Latin nemzetségnevük, az echis egyes források szerint X-et jelent, melyet a fejükön található kereszt alakú rajzolat után kapták, ami majdnem minden efa fején megtalálható. Más forrás szerint ugyanakkor az Echis név a görög ’vipera’ szó (ἔχις) latin átírása.
Ez a mérges viperafaj a Közel-Kelet és Közép-Ázsia egyes részein, kifejezetten pedig az indiai szubkontinensen fordul elő. Azon négy kígyófaj közé tartozik, mely Indiában a legtöbb kígyómarásért és az ebből fakadó halálért felelős. Ezek mögött az áll, hogy gyakran megtalálhatóak sűrűn lakott területek környékén, tulajdonságaik alapján pedig feltűnésmentesek.
Elnevezése Egyiptomban eja vagy ghariba, Bombayban phursa, Delhiben afai, India déli részén biryan-pambu, Szindben pedig kuppur.

## Leírása

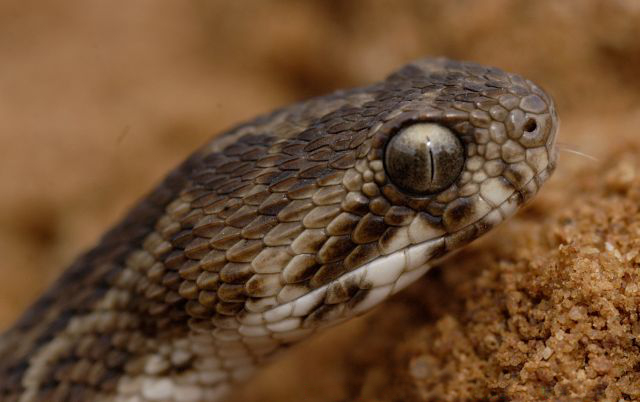
E. c. carinatus, Dél-India.

Mérete teljes testhosszát tekintve 38–80 cm között változhat (a test és a farok együtt), de általában 60 cm-nél nem nő hosszabbra.
A fejet meg lehet különböztetni a nyaktól, a pofája nagyon rövid és kerek. Az orrcimpáját három pajzs védi, fejét pedig kis oldalsó pikkelyek, melyek között gyakran megjelenik a szemet védő pikkely is.  A fej tetején 9-14 pikkelyszerű képződmény van, és 14-21 pikkely van a szem körül, melyek 1-3 sorban helyezkednek el, és elkülönülnek a száj feletti pikkelyektől. Ebből általában 20-12 van egy állatnál, melyek közül minden negyedik hosszabb a többinél. A száj alatt további 10-13 pikkely helyezkedik el.

### Pikkelyezettsége
A test közepén 25-39 sorban állnak a háti pikkelyek, A lágyéknál több oldalsó pikkely van. Ezen kívül van 143-189 hasi pikkely, melyek kör alakban helyezkednek el, és a teljes hasat befedik.
Színe lehet paszteles bivalybőrszínű, szürkés, vöröses, olíva vagy fakó barna, mely a háton több más színnel vegyülhet. Ezek általában sötétbarnával szegélyezett fehéres pontokban nyilvánulnak meg, melyek tintafoltok választanak el egymástól. A háton fehér körívek sorozata halad végig. A fej tetején van egy kis kereszt vagy háromszög alakú minta, valamint egy halvány sáv húzódik a szemek és az állkapocs között. A has fehéres–rózsaszínes, melyen vagy nincs semmi, vagy élénk, esetleg halványabb barna pontok díszítik.

## Előfordulása
Egész Észak-Afrika lakója, nyugaton Algírig, délen Togóig, Etiópiáig, Kordofánig, Szomáliáig, előfordul Arábiában és Srí Lankában is. 
Egyiptomban túlnyomórészt a Gízai piramisok környékén és a Mokattam-sivatagban található meg; igen gyakori a Vörös-tenger mellett Suakin környékén, India északnyugati részén és Brit India középső tartományaiban.

## Élőhelye
Többfajta talajon is megtalálható, homokos, köves, füves aljon vagy cserjésben is. Gyakran könnyen illesztett kövek alatt búvik meg. A fajjal Beludzsisztánban már 1982 méter magasan is találkoztak.

## Viselkedése

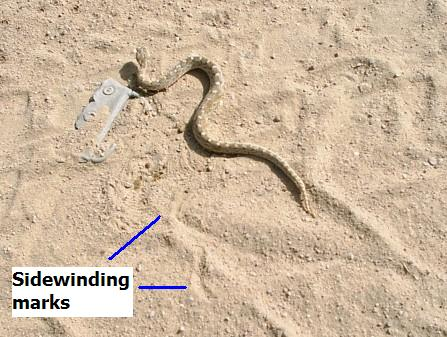
Egy oldalazó efa

Leginkább alkonyati és éjszakai életet él, bár voltak már jelentések nappali aktivitásról is. Nappal elbújnak, többek között emlősök vájta mély lyukakban, sziklarepedésekben vagy széteső, korhadó fatörzsekben. Homokos talajban akár úgy is eláshatják magukat, hogy csak a fejük látszik ki. Mások eső után vagy párás időben aktívak. Gyakran másznak bokrokra, cserjékre, nemritkán akár 2 méter magasságig is. Esős időben a felnőtt példányok akár 80%-a is felmászhat. Megfigyeltek már 20 állatot is kaktuszon vagy kisebb cserjén.
Az efa felelős a legtöbb kígyómarásért, mert szélsőségesen agresszív a természetük. Jellegzetes alakja a dupla orsó: úgy néz ki, mint egy nyolcas, melynek a közepén van a fej. Így bármikor, bármilyen irányba tud támadni.
Leginkább oldalra mozognak, ezzel a módszerrel meglehetősen profik, és veszélyesen gyorsak. Képesek másfajta mozgásra is, de a szokásos, homokos lakóterületükön ez tűnik a legideálisabbnak. Ezzel azt is el tudják kerülni, hogy hamar felmelegedjenek, mert ebben a mozgásnemben csak két ponton érintkeznek a talajjal.
Életterük északi részén télre hibernálják magukat.

## Táplálkozása
Rágcsálókkal, békákkal, gyíkokkal és sokféle ízeltlábúval táplálkozik. Többek között megeszi a skorpiót, a százlábút és a nagyobb férgeket. Az étrend az elérhető zsákmányoktól függően változhat. Az egyes helyeken megtalálható magas populáció legfőképp ennek az átlagos étrendnek köszönhető.

## Szaporodása
Indiában tojásokkal szaporodik. Észak-Indiában a párválasztás télen történik, az utódok általában április–augusztus környékén jönnek világra. Egy fészekben általában 3-15 kicsinye van, melyek születésükkor 115–152 mm hosszúak. Mallow et al. (2003) megemlít egy 23 kiskígyóból álló fészket.

## Mérge
Az efa tömegre körülbelül 18 mg tiszta mérget termel, melyből a feljegyzett, egyszerre bejuttatott mennyiség 72 mg volt. Általában 12 mg-ot fecskendez be egyszerre, mely jóval több, mint a felnőttek számára halálos 5 mg. A marás helyi tüneteket válthat ki, vagy akár halálos idegkárosodást is okozhat.  A helyi tünetek közé tartozik a duzzanat vagy a fájdalom, mely már percekkel a marás után tapasztalható.  Nagyon súlyos esetben a duzzanat továbbterjedhet, 12-24 órán belül elérheti a combot, és pattanások lepik el a bőrt. A méreg fajról fajra változik, ugyanúgy, mint az egy marás során behatoló méreg mennyisége. A marás halálozási aránya körülbelül 20%, mert az ellenméreg nagy mértékben való elérhetősége miatt viszonylag ritkák a halálozások. (Alkalmazásához azonban szükséges lehet a kígyó külseje alapján való azonosítása a lehetséges ellenmérgek nagy száma miatt.)

## Rendszerezés
A nembe az alábbi fajok tartoznak:
- Echis carinatus (Schneider, 1801)
- Echis coloratus Günther, 1878
- Echis hughesi Cherlin, 1990
- Echis jogeri Cherlin, 1990
- Echis leucogaster Roman, 1972
- Echis megalocephalus Cherlin, 1990
- Echis ocellatus Stemmler, 1970
- Echis pyramidum (Geoffroy Saint-Hilaire, 1827)[1]